# María Carmen Marín Vieira
Carmen Marín Vieira, es investigadora y profesora Titular de Biología Celular de la ULE está al frente de un grupo de investigación del Instituto de biomedicina de la ULE (IBIOMED). Licenciada en Ciencias BIológicas por la Universidad de Salamanca. Doctora en Patología Molecular por el Centro Oncológico MD Anderson de la Universidad de Texas. Realizó su etapa postdoctoral con el Dr. William Kaelin en Harvard (premio Nobel de Medicina y Fisiología) entrándose en el estudio de distintos genes con capacidad anti-oncogénica. Tras cinco años regresó a España en 2001 para incorporarse a la ULE mediante un contrato Ramón y Cajal.Continúa impartiendo docencia en las asignaturas de Control y Dinámica Celular, Biología Celular,
Citología e Histología y Cultivos Celulares.

## Investigación
Se centra principalmente en los programas genéticos que controlan los procesos de autorenovación, pluripotencia, diferenciación y apoptosis celular, tanto en células troncales como en células tumorales.Dirige el grupo de Diferenciación Celular del
Instituto de Biomedicina de la ULE (UIC15/_MODCEL).

## Docencia
Catedrática de Biología Celular de la Universidad de León. Directora del 
grupo de investigación consolidado de la Junta de Castilla y León que forma parte del Instituto de biomedicina de la ULE (IBIOMED).